# Вільшанка (птах)
Вільша́нка(Erithacus rubecula) — птах родини мухоловкових. Невеликий лісовий птах — гніздиться у вологих листяних і мішаних лісах із густим підліском, парках, садах, зарослих чагарниками. Гнізда влаштовує на землі. У північних частинах ареалу — перелітний, в інших — осілий. Має мелодійний спів, завдяки якому, а також яскравому забарвленню, відомий широкому загалу. Влітку живиться різноманітними безхребетними, восени та взимку — ягодами. В Україні гніздовий, перелітний, зимуючий птах.

## Опис

### Морфологічні ознаки

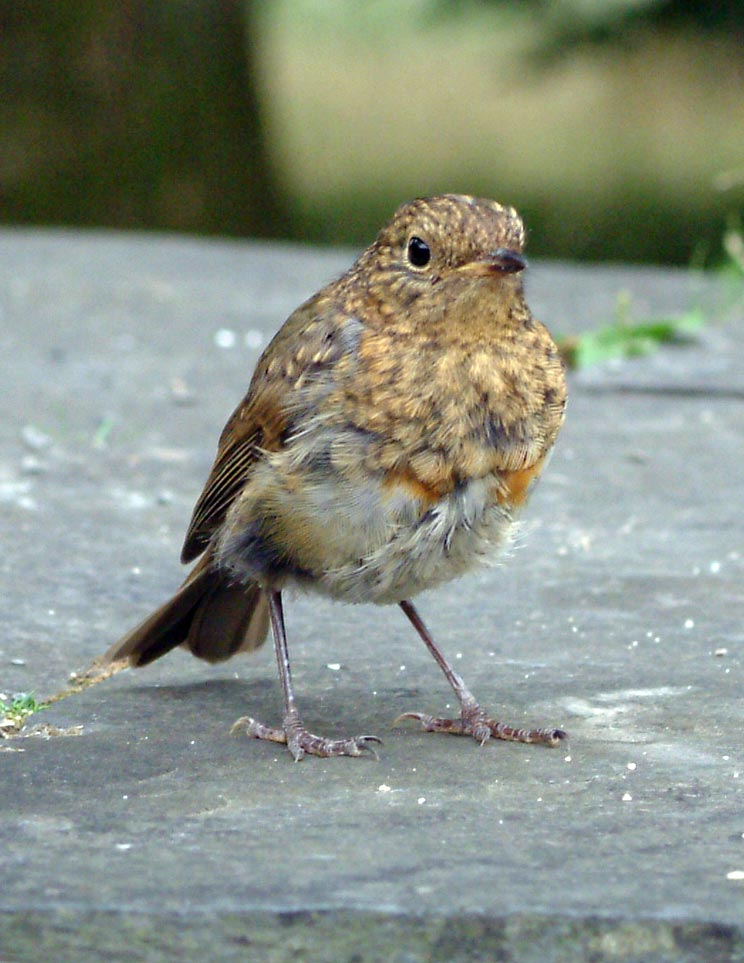
Молодий птах після вильоту з гнізда

Невеликий птах, розміром приблизно з горобця. Маса тіла 16-22 г, довжина тіла близько 14 см. Дорослий птах зверху оливково-бурий; лоб, вуздечка, щоки, горло і воло яскраво-руді; позаду ока, вниз через бік шиї і вола проходить сіра смуга; груди і черево білуваті; боки тулуба буруваті; махові і стернові пера оливково-бурі; дзьоб чорний; ноги бурі. Молодий птах зверху бурий, з рудуватими плямами; пера горла, вола, грудей і боків тулуба рудувато-вохристі, з темно-бурою верхівковою облямівкою; черево і підхвістя білуваті.
Від малої мухоловки відрізняється наявністю рудого кольору на лобі, вуздечці і щоках, а також однотонним оливково-бурим хвостом.

### Звуки

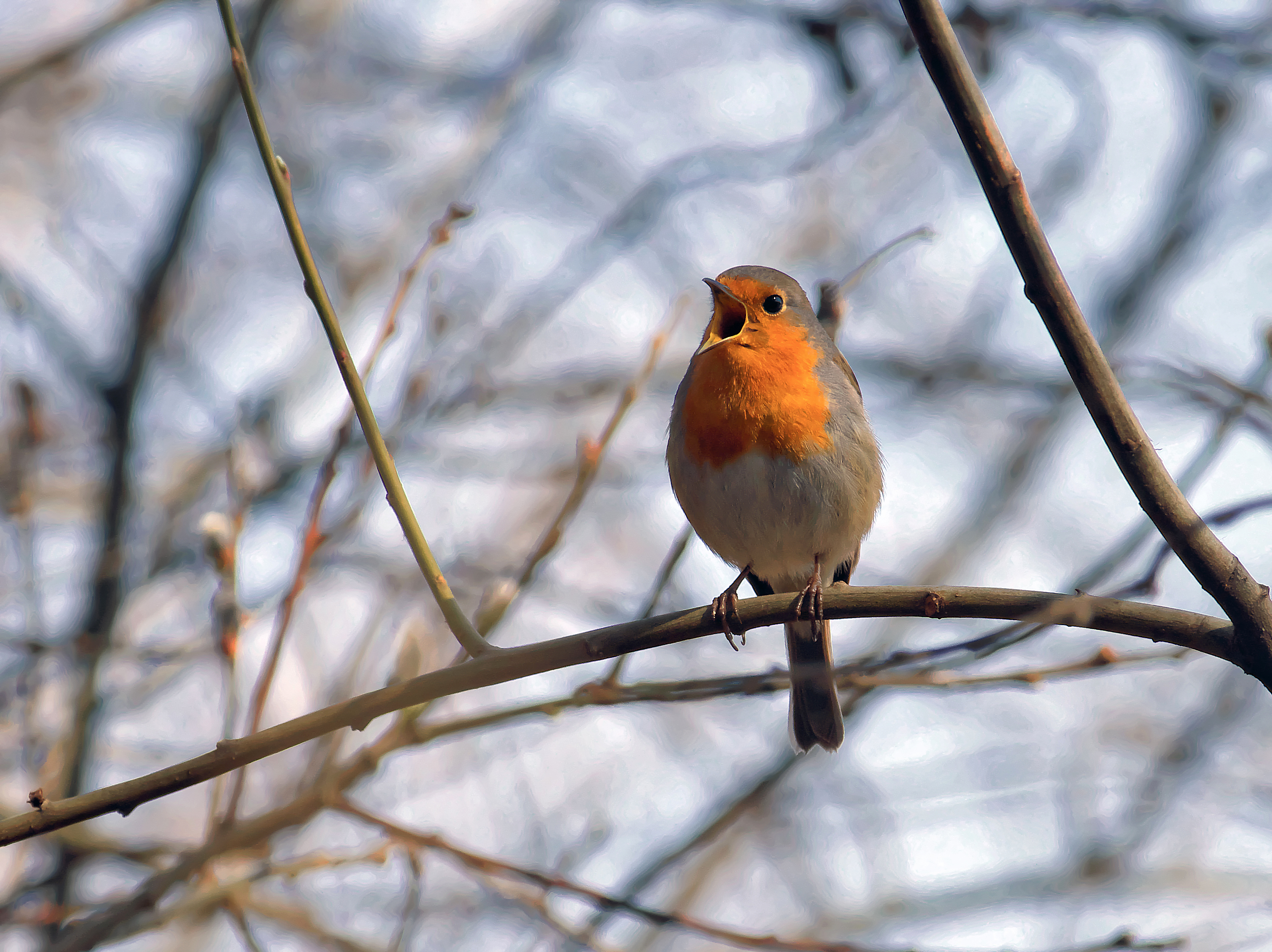
Весняна пісня вільшанки

Самці співають рано-вранці. Увечері співають в сутінках. Пісня дуже мелодійна і є однією з найкрасивіших пташиних пісень, виконується в швидкому темпі, частіше в сутінках. Поклик — різке «чік», яке у стурбованого птаха перетворюється на швидке «чік — ік — ік»; наполоханий птах подає високотональне «тсіі».

## Поширення
Західна Євразія від Скандинавії і атлантичного узбережжя на схід до Обі і долини Томі. На північ у Скандинавії і у Фінляндії до 69-ї паралелі, в області Уральського хребта, в басейнах Сосьви і Конди, басейні Обі до 63-ї паралелі. На південь до узбережжя Середземного моря, південного узбережжя Малої Азії, Східного Тавра, північно-західного Ірану, Ельбрусу. На схід від Каспійського моря на південь в басейні Уралу до 50-ї паралелі, на схід від Уральського хребта межі поширення не з'ясовані (ймовірно, на південь до 55-ї паралелі). Острови: Британські, Мадейра, Канарські, Азорські, Корсика, Сардинія, Сицилія, Родос.
Північно-Західна Африка від Марокко на схід до Тунісу, на північ до узбережжя Середземного моря, на південь в Марокко до 30-ї паралелі, в Алжирі і Тунісі до 34-ї паралелі.
Зимує на більшій частині Європи, в Середземномор'ї, у Чорноморсько-Каспійському регіоні, на Близькому Сході.
В Україні гніздиться у лісовій і лісостеповій зонах, а також на значній частині степової зони і в Криму. Під час сезонних міграцій його можна зустріти на всій території України. Зимує переважно на півдні, але зрідка його можна зустріти взимку і в інших районах.

## Таксономія та систематика
Вільшанка була одним із багатьох видів, описаних Карлом Ліннеєм у 18 сторіччі в роботі «Система природи», в якому виду було надано наукову назву Motacilla rubecula. Видовий епітет rubecula походить від слова лат. ruber — «червоний». Рід Erithacus було виділено французьким натуралістом Жоржем Кюв'є в 1880, у результаті вільшанка отримала свою теперішню бінарну назву Erithacus rubecula.

### Підвиди
У межах виду виділяють 8-10 підвидів:
- E. r. caucasicus
- E. r. hyrcanus
- E. r. melophilus
- E. r. rubecula
- E. r. superbus
- E. r. tataricus
- E. r. valens
- E. r. witherbyi

## Чисельність
Чисельність в Європі оцінена в 43—83 млн пар, в Україні — 1,65—2,0 млн пар. У межах Європи гніздиться 75-94 % світової популяції виду. Загальну чисельність оцінюють в 137—332 млн особин, проте потрібні подальші дослідження для уточнення цих даних. Чисельність виду зростає.

## Місця проживання
Населяють різноманітні типи лісів. Досить звичайною вільшанка є у високо стовбурових хвойних лісах, де частіше трапляється в ялинових лісах, а також у мішаних (сосново-ялинових) та листяних (вільшняках). Улюбленим місцем існування птахів є глухі сируваті захаращені ділянки з добре вираженими підростом і підліском, вкриті мохом, старими пеньками. Чистих сосняків, молодих лісів, освітлених листяних лісів уникає. У культурному ландшафті зустрічається нечасто, віддає перевагу лісопаркам, великим затіненим паркам, дуже рідко оселяється в захаращених садах.

## Розмноження

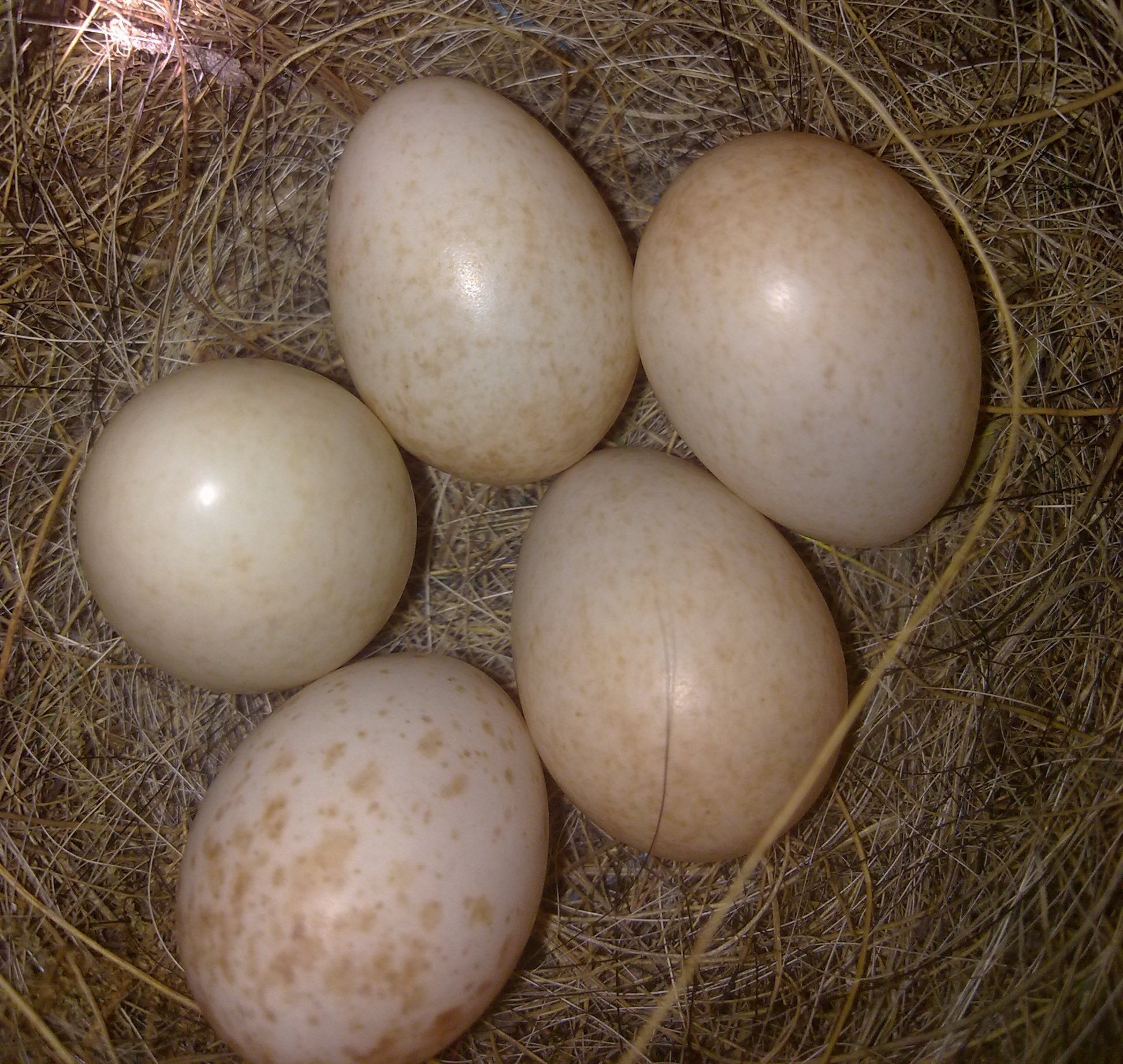
Кладка в гнізді

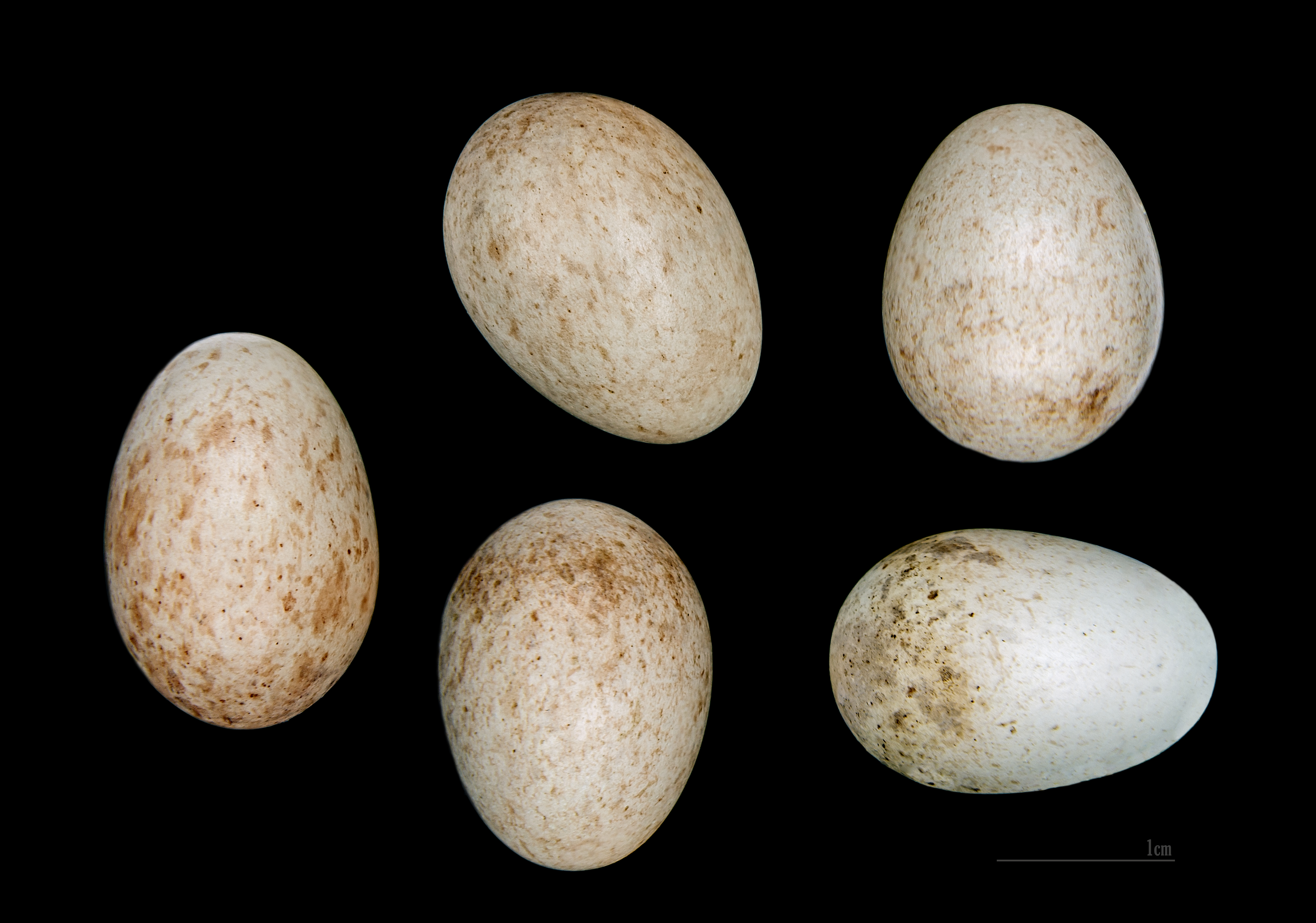
Яйця в оологічній колекції

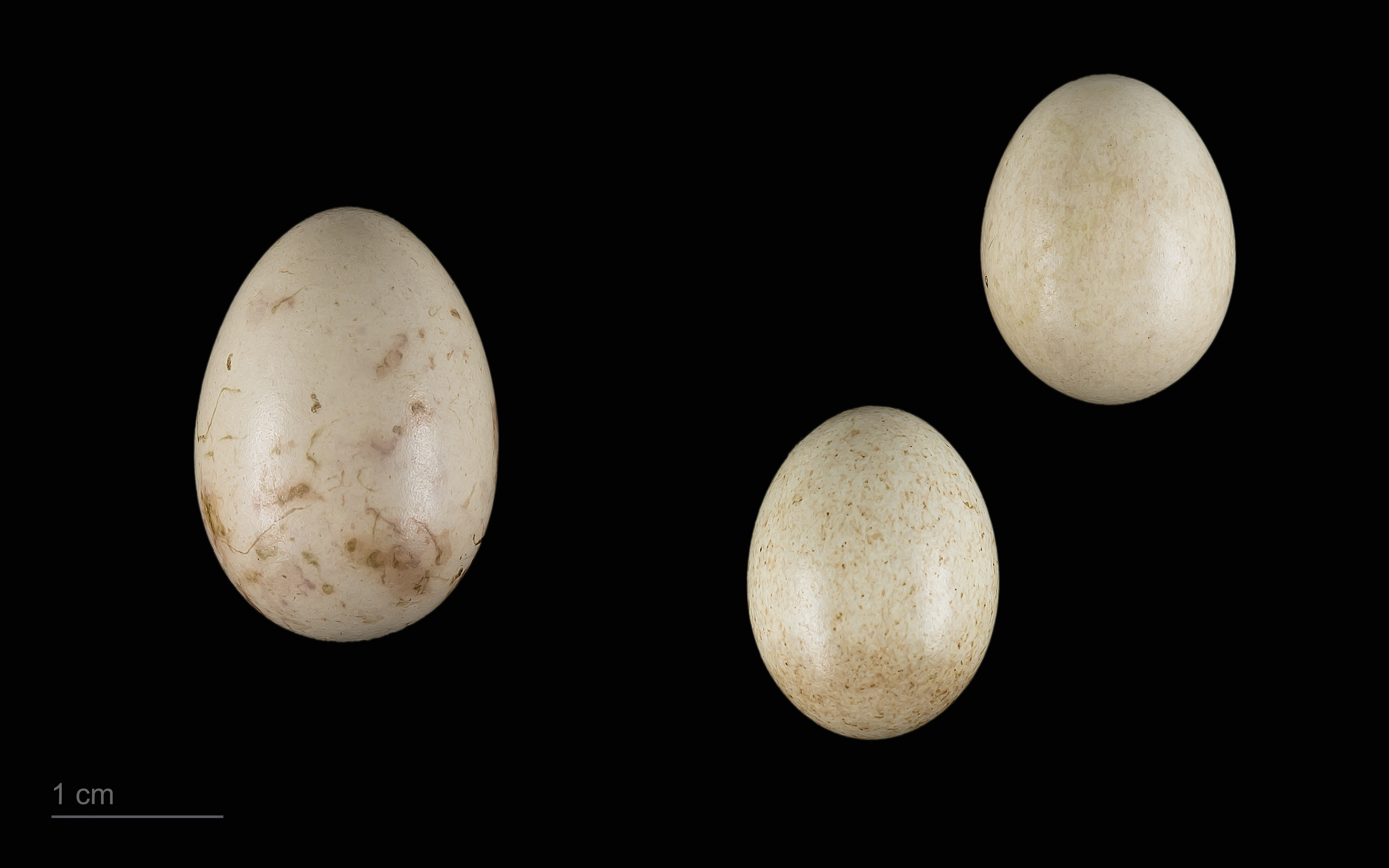
Яйце зозулі звичайної та яйця вільшанки (Тулузький музей)

Гніздяться окремими парами найчастіше на землі або біля самої землі, в добре захищеному місці: під корінням дерев або в основі кущів, в нішах або пустотах гнилих пеньків, під нахиленим стовбуром дерева, у купі викорчуваних пеньків, рідше під складеними гілками, як виняток в тріщинах чи дуплах дерев на висоті до 2 м, а іноді і в живоплотах. Гніздо чашоподібної форми. Стінки гнізда досить рихлі, зроблені з сухого листя, стебел трави, моху. Мох, за рідкісним винятком, завжди присутній як основний матеріал або домішка. Лоток вистелений м'якими травинками, корінчиками, волосинками або шерстю, рідко з домішкою поодиноких пір'їн. Розміри гнізда: діаметр гнізда 9-12 см, діаметр лотка 6-7 см, глибина лотка 4-5 см.
Самка відкладає 4-6 яєць. Шкаралупа мотова, світло-рожева або білувато-жовта з дрібними густими іржаво-жовтими або червонувато-бурими дрібними плямами, крапками і рисками, які інколи розташовані більш щільно на тупому кінці, утворюючи віночок. Середній розмір яєць в Європі 19,71х14,88 мм. Повні кладки трапляються з кінця квітня — початку травня до третьої декади липня. Впродовж сезону пара часто робить дві кладки. Насиджує їх самиця. Тривалість насиджування кладки 13-14 днів. Пташенята вилуплюються голими й потребують в перші дні обігріву з боку батьків. Годують пташенят обидва дорослих. Молоді птахи залишають гніздо у віці 12-15 днів, але ще 8-10 днів тримаються з батьками, після чого починають вести самостійний спосіб життя.

## Міграція
Ступінь прив'язаності вільшанки до території залежить від географічного положення популяції. Птахи, які гніздяться на півночі Європи, є повністю перелітними. На півдні та заході Європи вільшанки є осілими. Для вільшанки характерна так звана ступінчаста міграція: птахи із північних популяцій зимують у більш північних районах, ніж птахи із південних районів. Тому існує подібна дальність переміщень у птахів із різних популяцій. Вільшанка мігрує вночі, вдень роблячи зупинки для відпочинку та годування. У більшості птахів цього виду міграція здійснюється у формі серії перельотів протягом декількох ночей. Після цього настає період відпочинку, який у середньому становить 6 діб як навесні, так і восени. Виявлено, що швидкість міграції вільшанок в Європі на різних ділянках міграційного маршруту варіює від 5 до 152 км/добу. Середня швидкість міграції навесні становить 41 км/добу, восени — 58 км/добу. Міграційна активність має вікові особливості — восени дорослі вільшанки мігрують достовірно на більшу відстань і в більш пізні терміни, ніж молоді птахи.

## Живлення

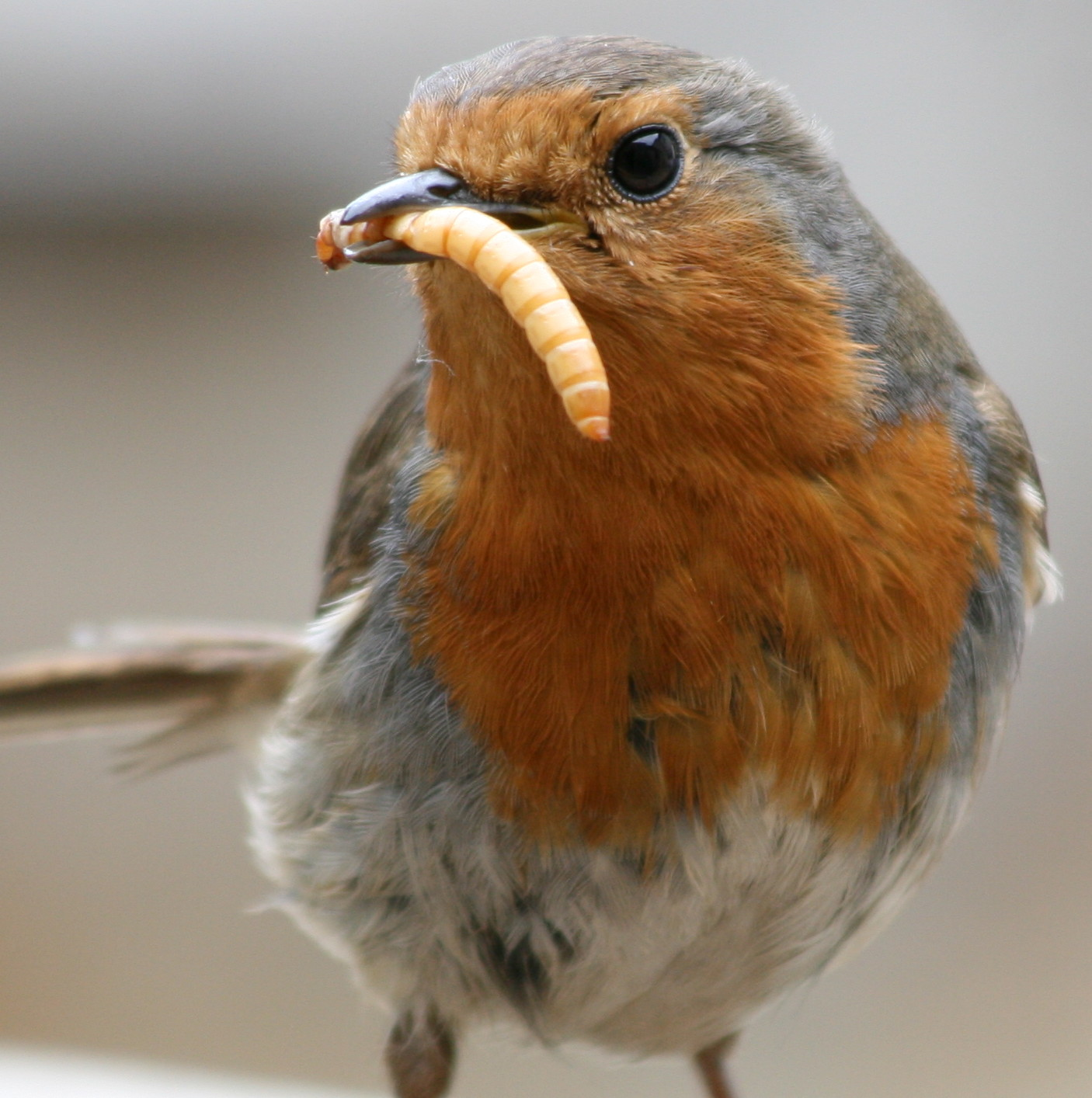
Дорослий птах із личинкою хрущака

Корм вільшанка шукає на землі. Живиться різноманітними дрібними гусеницями, жуками, метеликами; під опалим торішнім листям знаходить дрібних земляних черв'яків, з зелені кущів скльовує слимаків, попелиць та інших листоїдів-шкідників. На парканах і стінах будинків скльовує павуків і лялечок денних метеликів. Ловить мух, комарів, проте літаючих комах переслідує гірше, ніж бігаючих. Неперетравлені тверді залишки комах вона викидає через рот у вигляді погадок. Наприкінці літа і восени вільшанка починає споживати ягоди — чорницю, черемху, смородину, дерен, крушину та інші. На місцях зимівлі відвідує годівниці, де споживає м'які корми.

## Значення в культурі

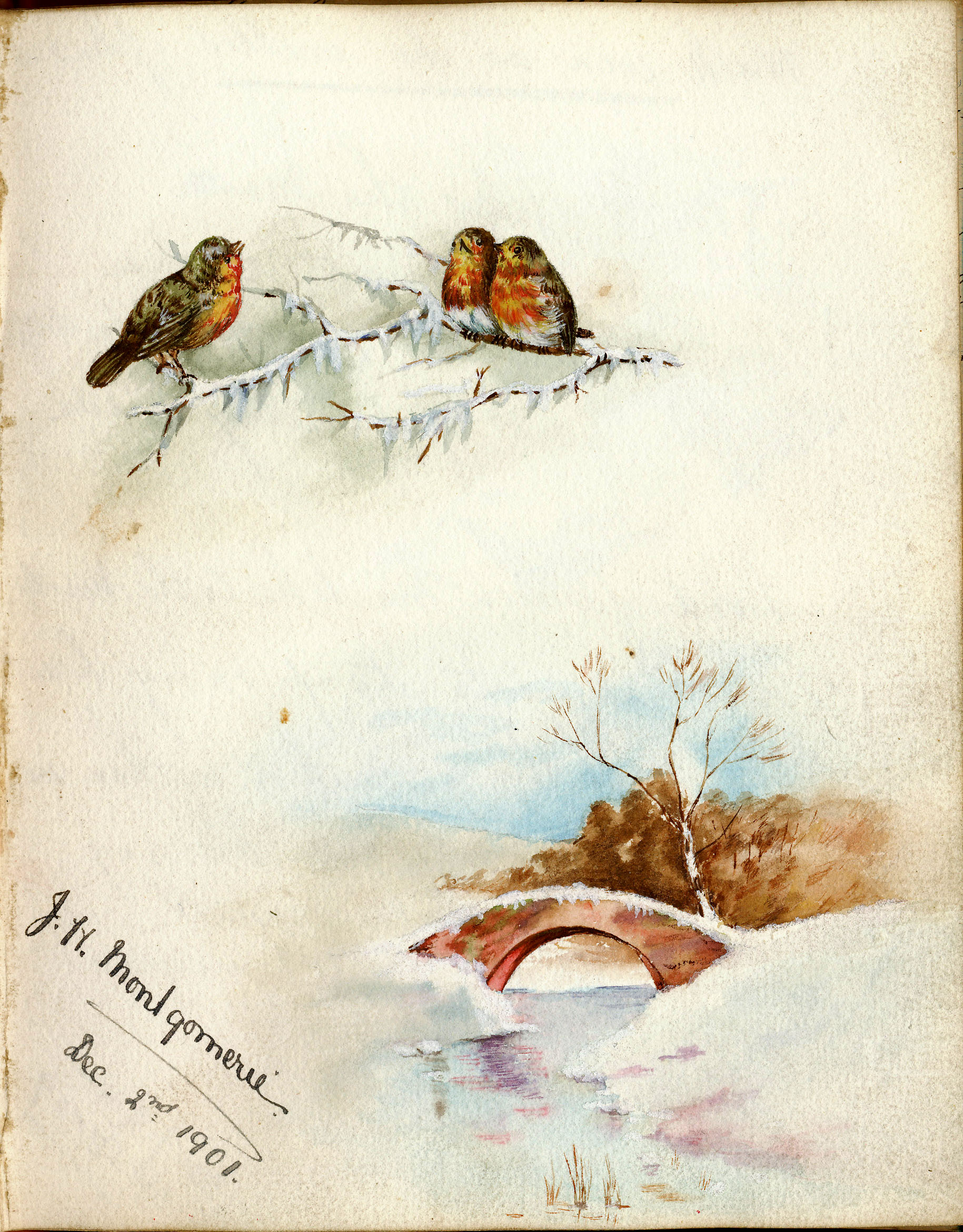
Вільшанки на шотландській Різдвяній листівці, 1901 рік

У деяких країнах (зокрема, у Великій Британії) вільшанка асоціюється з Різдвом Христовим, тому її часто зображують на Різдвяних листівках. 
Стародавня британська легенда пояснює яскраво-червоне забарвлення грудей вільшанки наступним чином. Легенда свідчить, що коли Ісус вмирав на хресті, вільшанка, яка мала коричневе оперення, прилетіла до нього і заспівав йому на вухо, щоб утішити його від болю. Кров з його рани забарвила груди вільшанки, згодом усі вільшанки отримали цю позначку крові Христа.
Асоціація з Різдвом Христовим, однак, більш ймовірно виникла через той факт, що листоноші у вікторіанській Британії носили червоні куртки, за що їх називали англ. Robins; зображення вільшанки на різдвяній листівці є емблемою листоноші, який приносив вітальні картки.

## Охорона
Вільшанка перебуває під охороною Бернської конвенції.

## Галерея

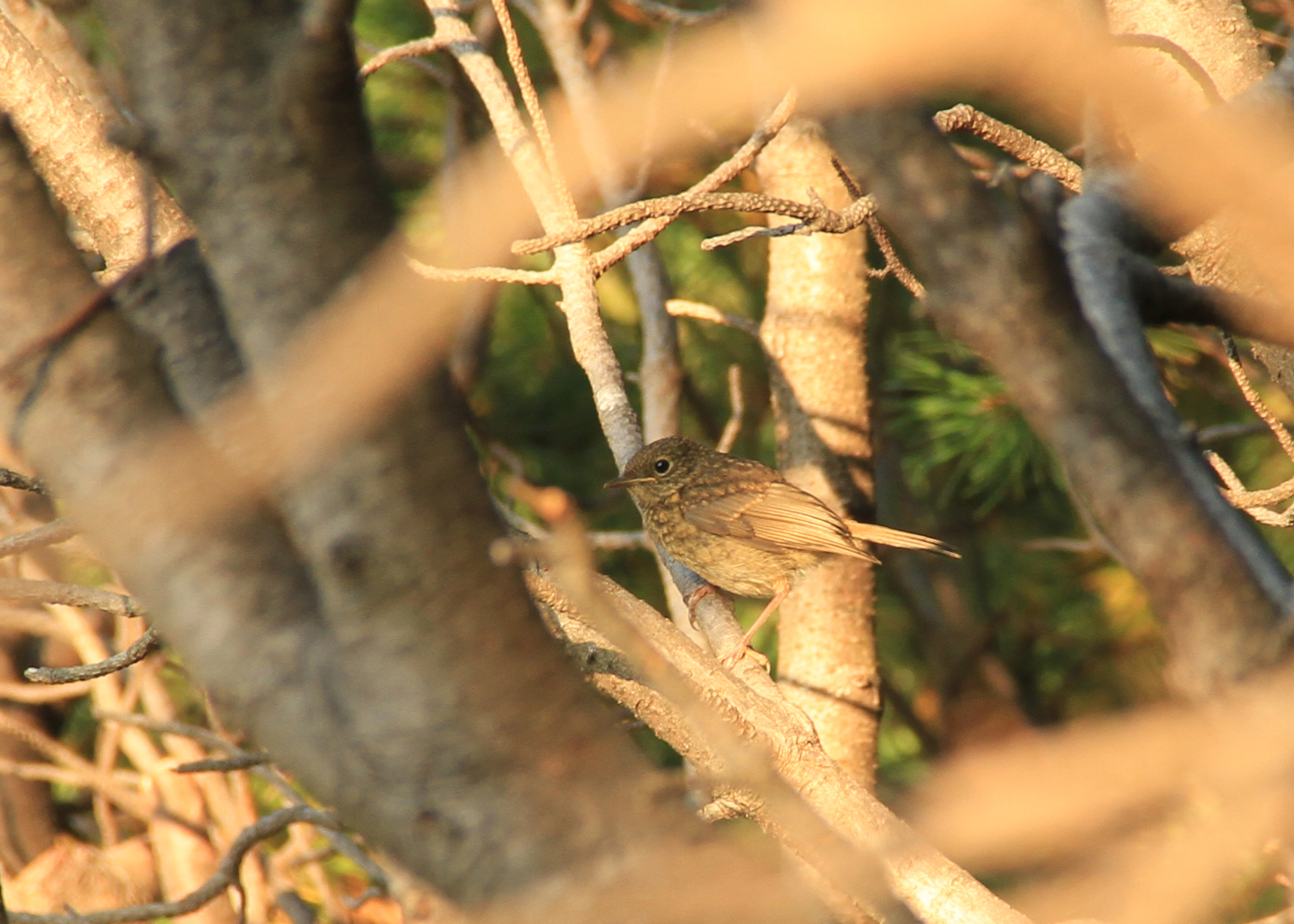
Пташеня вільшанки. Карпати, Ґорґани, урвище Пекло
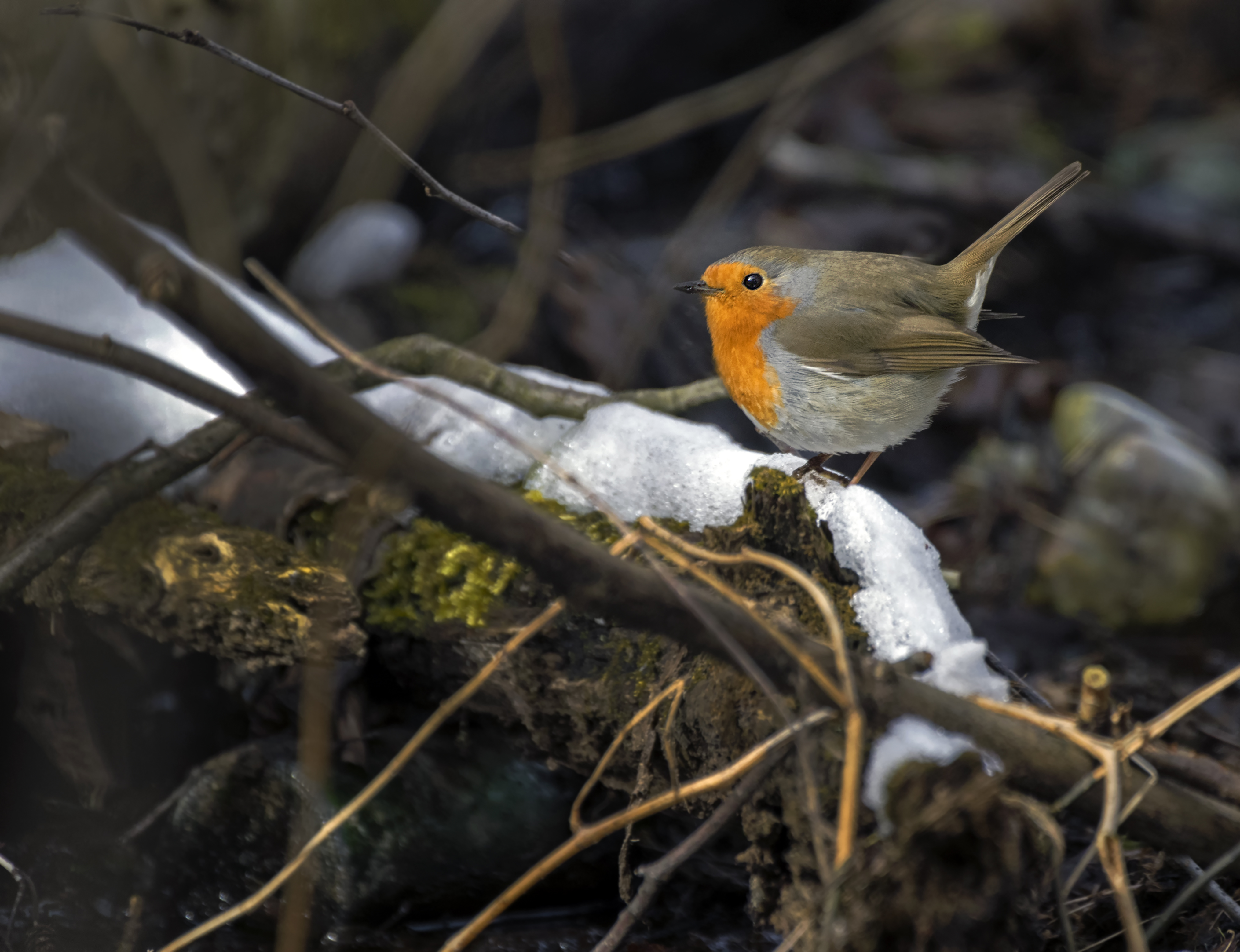
Вільшанка взимку. Голосіївський парк. 2018
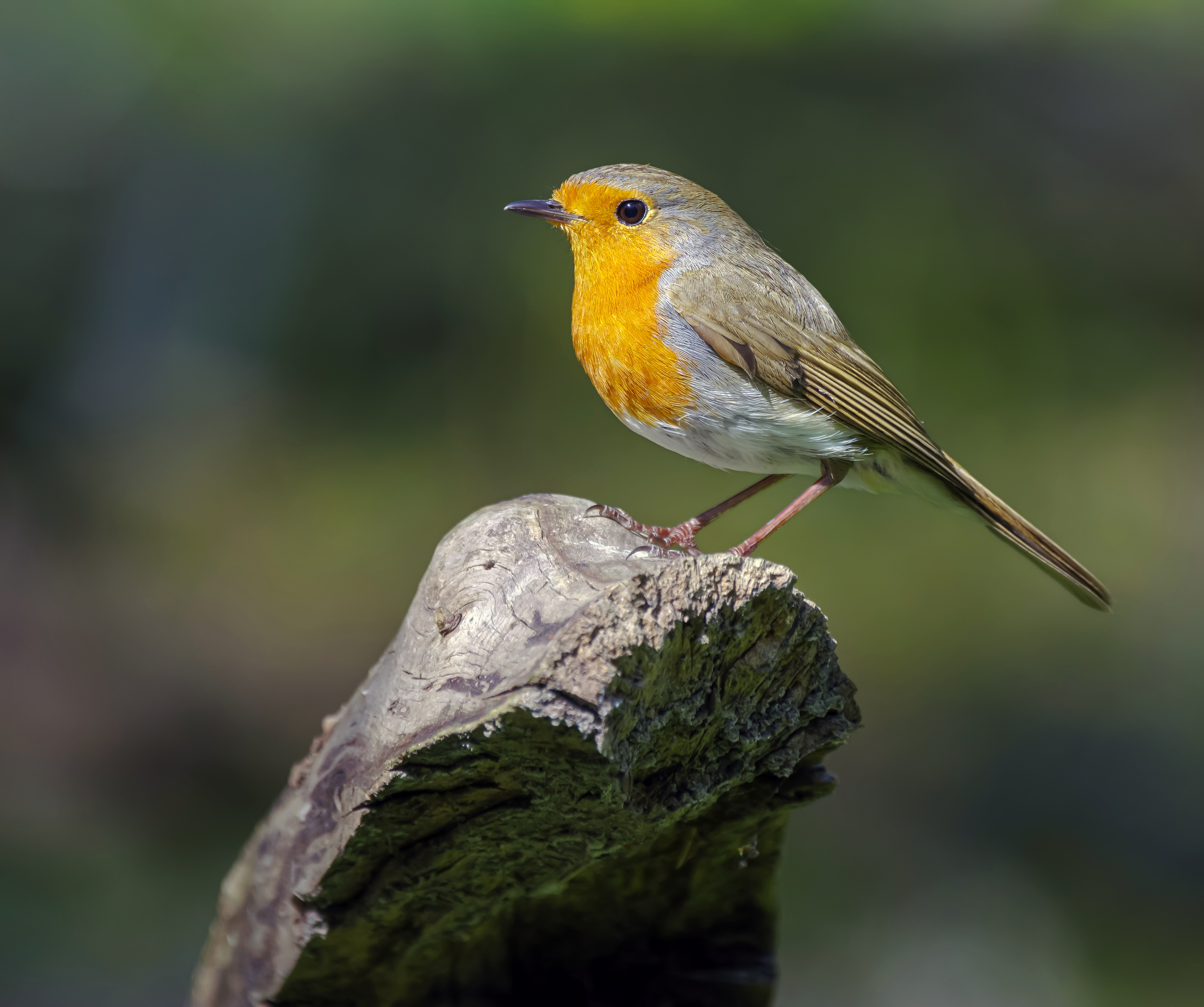
Вільшанка в Голосіївському парку. 2019
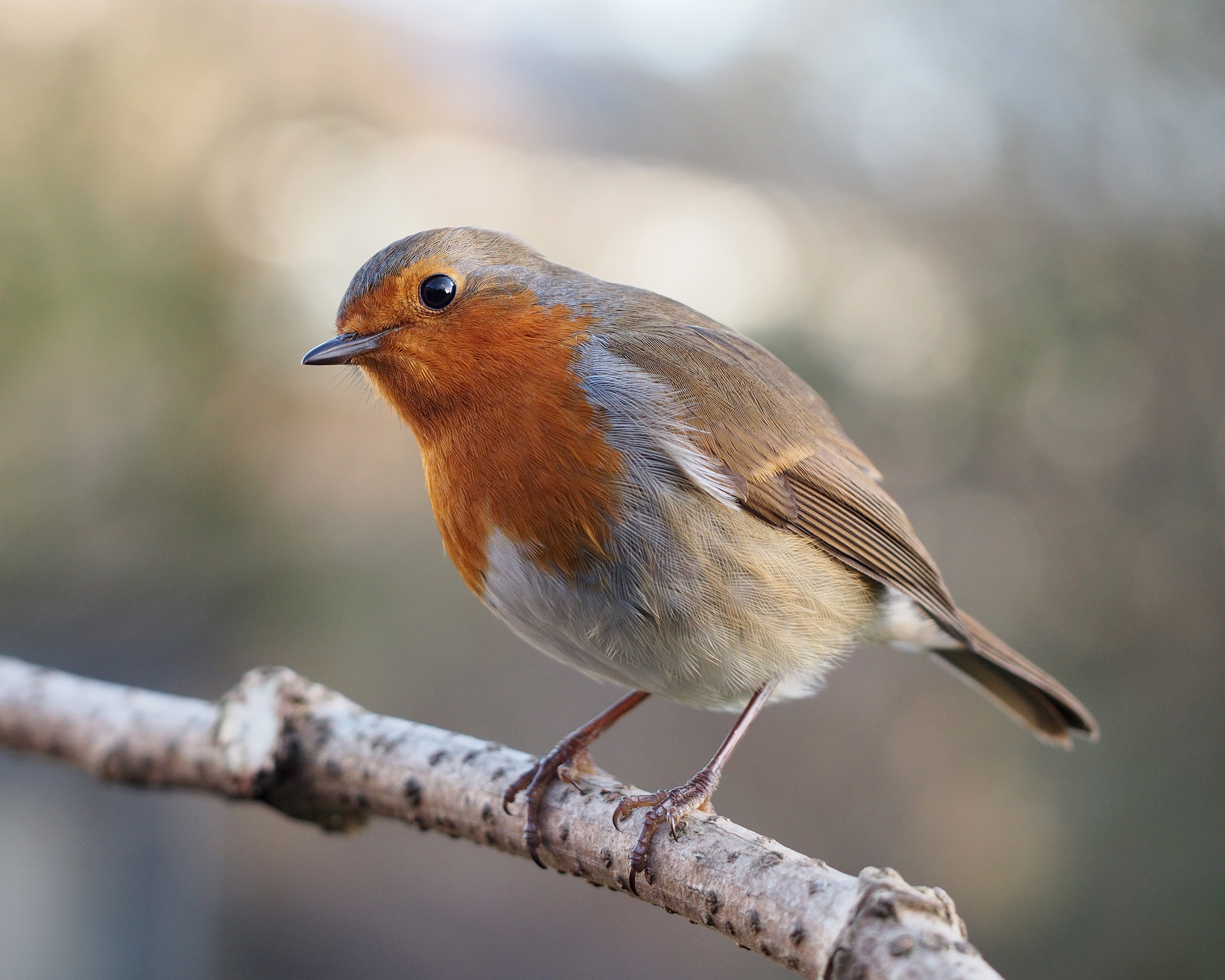
Дорослий птах.